# Kanton Neuillé-Pont-Pierre
Neuillé-Pont-Pierre is een voormalig kanton van het Franse departement Indre-et-Loire. Het kanton maakte deel uit van het arrondissement Tours. Het werd opgeheven bij decreet van 18 februari 2014 met uitwerking op 22 maart 2015.

## Gemeenten
Het kanton Neuillé-Pont-Pierre omvatte de volgende gemeenten:
- Beaumont-la-Ronce
- Cerelles
- Charentilly
- Neuillé-Pont-Pierre (hoofdplaats)
- Pernay
- Rouziers-de-Touraine
- Saint-Antoine-du-Rocher
- Saint-Roch
- Semblançay
- Sonzay